# Provinciaal
Een provinciaal (overste) staat in sommige kloosterorden aan het hoofd van een provincie; een bepaald gebied waar de orde gevestigd is. Een provincie van een kloosterorde is wat anders dan een kerkprovincie binnen de Rooms-Katholieke Kerk. Een 'kloosterprovincie' kan meerdere landen omvatten of andersom, een land meerdere provincies (bijvoorbeeld onderverdeeld naar taal). Het bestuur van zo een provincie heet een provincialaat.
De Dominicanen bijvoorbeeld kennen provincies. De Nederlandse provincie maakte lange tijd deel uit van de provincie Germania. In België zijn er zowel een Nederlandstalige als een Franstalige provincie. De laatste jaren zijn er binnen deze bedelorde verschillende wijzigingen in de indeling van provincies geweest. 
Bij de Kruisheren zijn enige jaren geleden de provincies van Nederland, België en Duitsland samengevoegd tot één nieuwe provincie. Onder een provincie van een kloosterorde of congregatie kunnen vicariaten in andere landen ressorteren (de 'missie'). 